# Метрологічна служба
Метрологічна служба (рос. метрологическая служба, англ. metrological service, нім. metrologischer Dienst m) — мережа організацій, окрема організація або окремий підрозділ організації чи їх поєднання, на які покладена відповідальність за забезпечення єдності вимірювань в закріпленій сфері діяльності.
Розрізняють:
- національну метрологічну службу;

- метрологічні служби центральних органів виконавчої влади, інших державних органів, підприємств та організацій.

Структура метрологічної служби центрального органу виконавчої влади, іншого державного органу, органу управління об'єднань підприємств, підприємства чи організації визначається положеннями про такі служби, розробленими згідно з Типовим положенням, які затверджуються керівником центральних органу виконавчої влади, іншого державного органу, органу управління об'єднань підприємств, підприємства, установи чи організації відповідно.
Метрологічні служби центральних органів виконавчої влади, інших державних органів, підприємств та організацій входять в структуру національної метрологічної служби.